# 5259 Epeigeus
5259 Epeigeus eller 1989 BB1 är en trojansk asteroid i Jupiters lagrangepunkt L4. Den upptäcktes 30 januari 1989 av det amerikanska astronom paret Eugene M. och Carolyn S. Shoemaker vid Palomar-observatoriet. Den är uppkallad efter Epeigeus, i den grekiska mytologin.
Asteroiden har en diameter på ungefär 44 kilometer.